# 与时尚同居
《與時尚同居》（英語：Sleepless Fashion）是一齣於2011年上映的中國電影，由尹麗川導演，周渝民、徐若瑄、譚詠麟、余男、林雪、喬任梁主演。

## 劇情簡介
《時尚》雜誌副主編周小輝 (周渝民) 因為鋒芒太露，招惹了主編Alex (譚詠麟) 的忌才而被解僱。周小輝為了報仇決定自立門戶，夥同富二代好友武陽創立《摩登》雜誌進行反擊。

## 演員名單
- 周渝民飾周小輝
- 徐若瑄飾英紅
- 譚詠麟飾Alex
- 常春曉飾Celine
- 喬任梁飾武陽
- 方然飾莎莎
- 余男飾齐西
- 林雪飾秦風
- 佟磊飾小伴
- 舒耀瑄飾郑美编
- 王太利飾王摄影

## 製作
譚詠麟笑指今次的角色有自己的影子。阿倫笑言自己今次拍戲是率先預演了被淘汰的經歷。

## 評價
京華時報的木匠稱本片為：「有智商的喜劇。」
南方都市報的麻繩稱本片為：「"反時尚"的時尚片。」「电影的叙事很流畅，起承转合都在正确的节点上，能将原有的先锋姿态抛弃得如此彻底...感到挺惊诧的。」
星島日報的文雋說：「才女尹麗川執導的這部片，多方面都差強人意，成績不太理想。最弱一環，應該是對時裝雜誌界和這些所謂時尚名人的認知。」

## 外部連結
- 爛番茄電影網站 与时尚同居 （页面存档备份，存于）